# Alpignano
Alpignano is een gemeente in de Italiaanse provincie Turijn (regio Piëmont) en telt 17.036 inwoners (31-12-2004). De oppervlakte bedraagt 12,0 km², de bevolkingsdichtheid is 1420 inwoners per km².

## Demografie
Alpignano telt ongeveer 6945 huishoudens. Het aantal inwoners daalde in de periode 1991-2001 met 0,5% volgens cijfers uit de tienjaarlijkse volkstellingen van ISTAT.
| Jaar | Inwoneraantal |
| ---- | ------------- |
| 1991 | 16.739        |
| 2001 | 16.648        |

## Geografie
De gemeente ligt op ongeveer 330 m boven zeeniveau.
Alpignano grenst aan de volgende gemeenten: Val della Torre, San Gillio, Pianezza, Caselette, Rivoli.